# Grzęzienko
Grzęzienko [ɡʐɛ̃ˈʑɛnkɔ] (tiếng Đức: Weitenhagen Vorwerk) là một ngôi làng thuộc khu hành chính của Gmina Dobra, thuộc quận Łobez, West Pomeranian Voivodeship, ở phía tây bắc Ba Lan. Nó nằm khoảng 4 kilômét (2 mi)  phía tây nam Dobra, 25 km (16 mi) phía tây Łobez và 48 km (30 mi) về phía đông của thủ đô khu vực Szczecin.
Trước năm 1945, khu vực này là một phần của Đức. Sau Thế chiến II, người dân bản địa Đức bị trục xuất và thay thế bằng người Ba Lan. Đối với lịch sử của khu vực, xem Lịch sử của Pomerania.